# Cabreriza

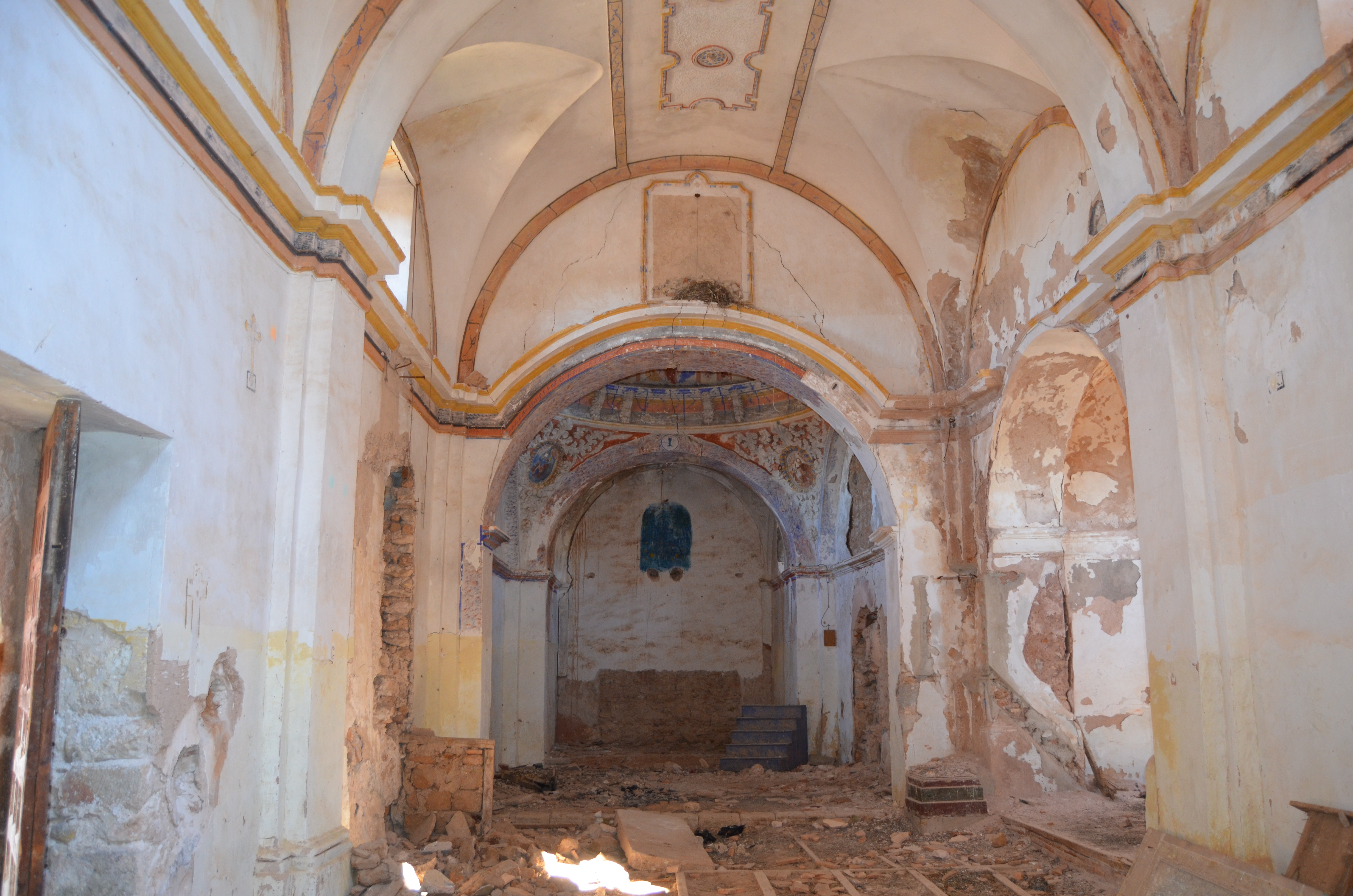
Interior de la iglesia de la Asunción de nuestra señora

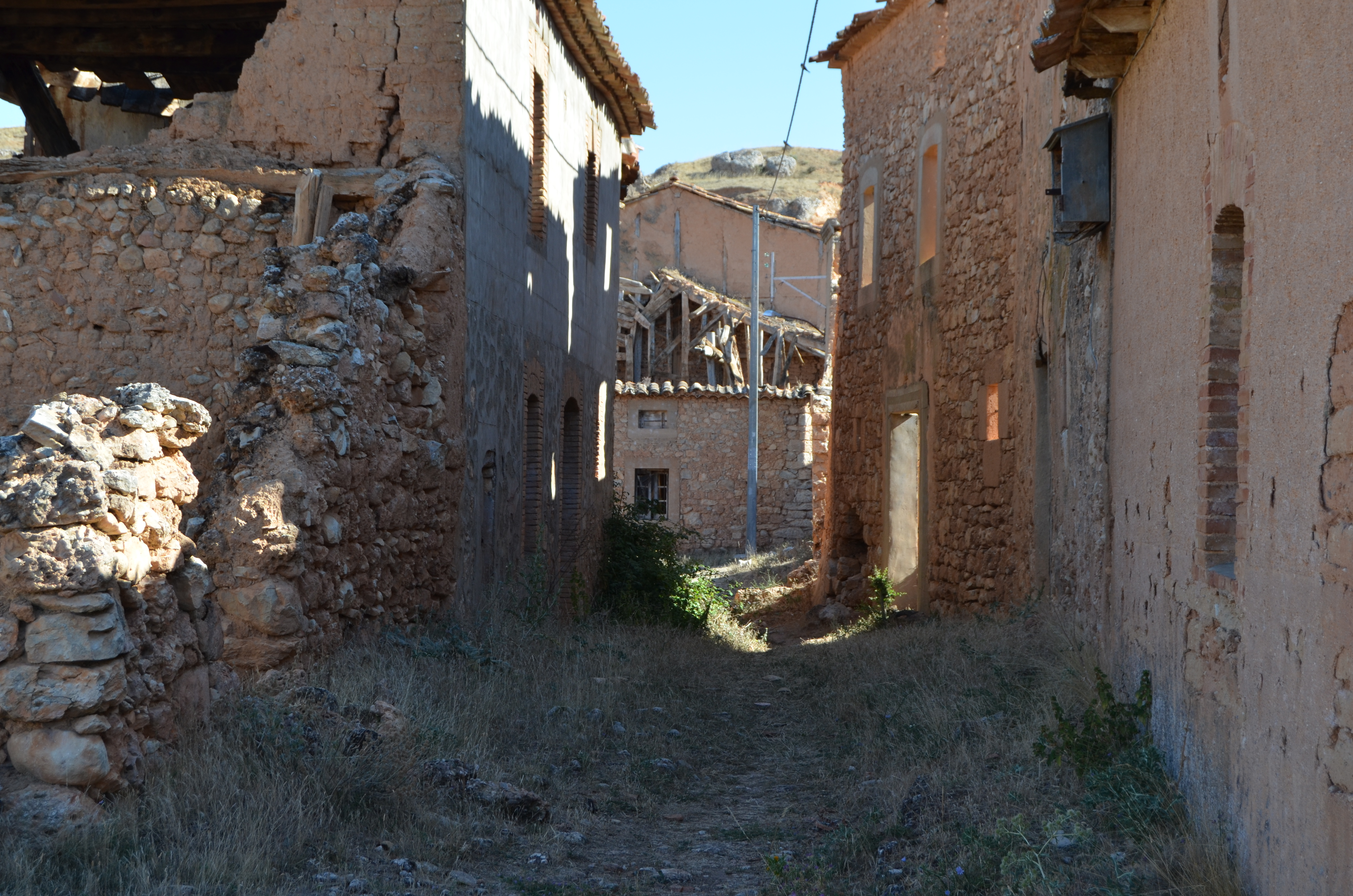
Cabreriza

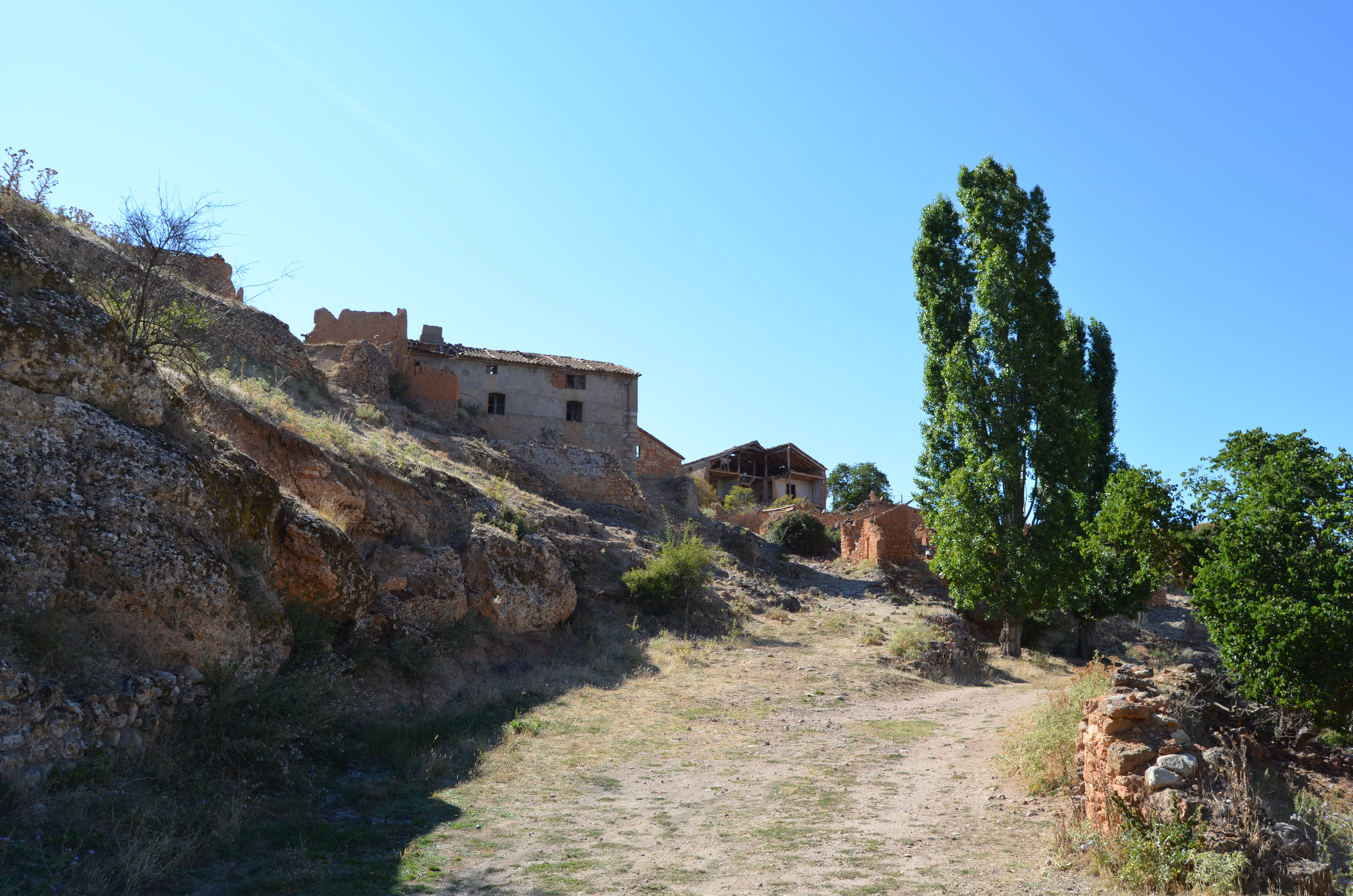
Vista desde las afueras

Cabreriza es una localidad de la provincia de Soria, partido judicial de Almazán, Comunidad Autónoma de Castilla y León, España. Pueblo de la Comarca de Berlanga que pertenece al municipio de Berlanga de Duero.
Desde el punto de vista jerárquico de la Iglesia católica forma parte de la diócesis de Osma la cual, a su vez, pertenece a la archidiócesis de Burgos, aunque históricamente ha pertenecido al obispado de Sigüenza en el arciprestazgo de Berlanga. 

## Situación
Al Sur de la provincia de Soria, en la presierra, presintiendo ya la vecina sierra de Miedes. Se halla junto al río Talegones, en zona muy fértil; a pesar de lo cual y por la falta de carretera que la uniese a la capital del municipio, los últimos habitantes decidieron seguir viviendo en otras partes, impulsados por el éxodo rural.

## Historia
El Censo de Pecheros de 1528, en el que no se contaban eclesiásticos, hidalgos y nobles, registraba la existencia 27 pecheros, es decir unidades familiares que pagaban impuestos. En el documento original figuraba como La Cabreriza, formando parte de la Comunidad de villa y tierra de Berlanga.
En el censo de 1787, ordenado por el conde de Floridablanca, figuraba como lugar del Partido de Berlanga en la Intendencia de Soria,  con jurisdicción de señorío y bajo la autoridad del alcalde pedáneo nombrado por el marqués de Berlanga (que era también duque de Frías y de Uceda).

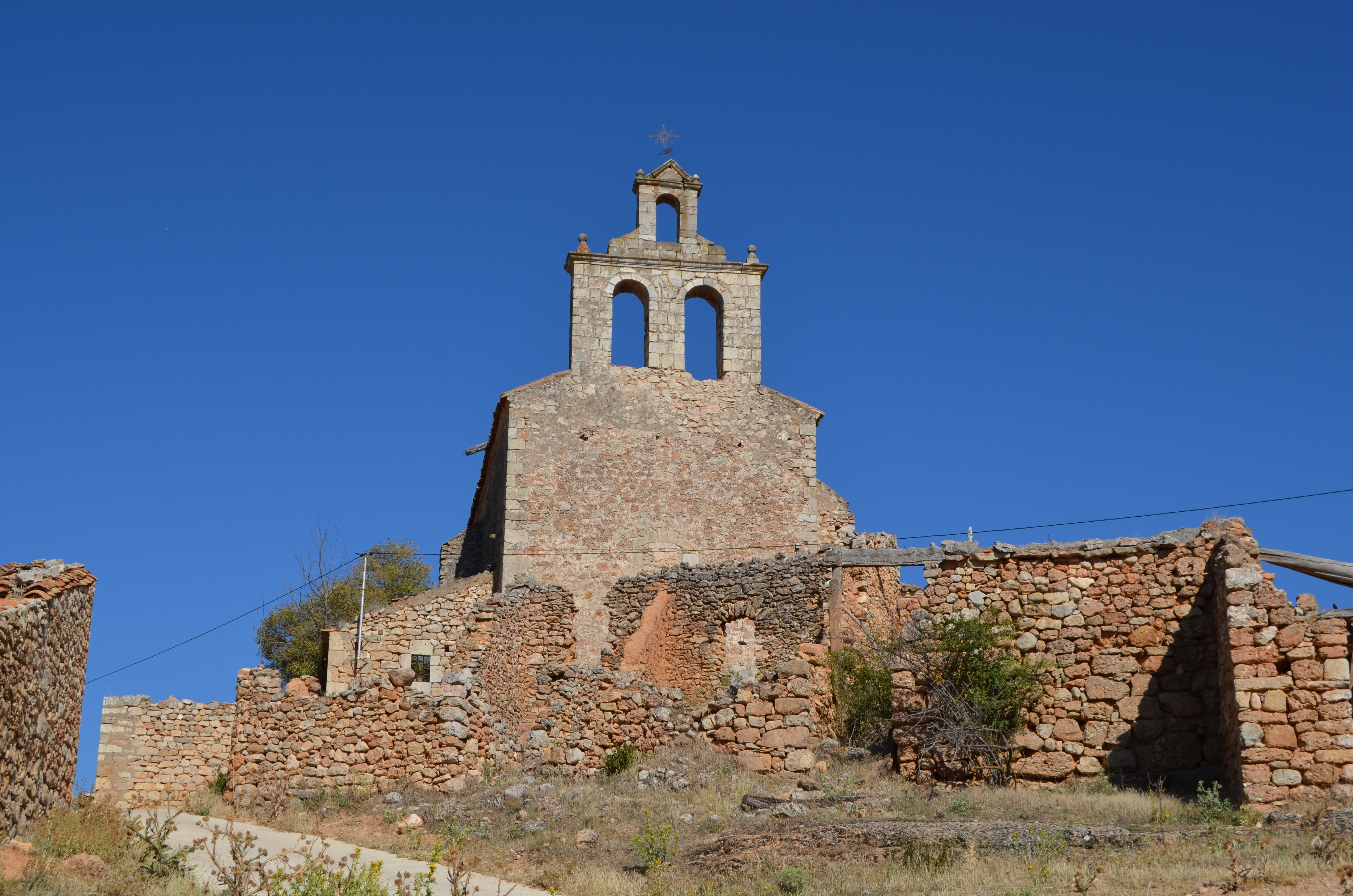
Campanario Iglesia de la Asunción de Nuestra Señora.

A la caída del Antiguo Régimen la localidad se constituye en municipio constitucional, entonces conocido como Cabreriza en la región de Castilla la Vieja, que en el censo de 1842 contaba con 46 hogares y 180 vecinos.
En el Diccionario geográfico de Sebastián Miñano y Bedoya, escrito en 1826 se decía en la voz Cabreriza lo siguiente:

Lugar de España en la provincia de Soria, obispado de Sigüenza, partido de Berlanga. 26 vecinos que suman 130 habitantes. Una parroquia, un depósito (V Lumias) con quien confina por el sur, por el oeste con Alaló y Galapagares y por el norte con Berlanga. Está a orilla del río Talegones que desagua en el Escalote y ambos desembocan en el Duero. Produce granos pastos y ganado vacuno y lanar. Dista 9 leguas de la capital.

A finales del siglo XX este municipio desaparece porque se integra en el municipio Berlanga de Duero, contaba entonces con 36 hogares y 138 vecinos.

## Geografía humana

### Demografía
| Gráfica de evolución demográfica de Cabreriza entre 1842 y 1960 |
| |
| Población de derecho según los censos de población del INE Población de hecho según los censos de población del INEEntre el censo de 1970 y el anterior, este municipio desaparece porque se integra en el municipio 42035 (Berlanga de Duero) |

Cabreriza contaba a 1 de enero de 2015 con una población de 1 habitante, hombre. Llegó a estar deshabitada desde 1970 hasta 2013.
| Gráfica de evolución demográfica de Cabreriza entre 2000 y 2015                                  |
|                                                                                                  |
| Población de derecho (2000-2015) según los censos de población del INE a 1 de enero de cada año. |

## Lugares de interés
- Iglesia parroquial de Nuestra Señora de la Asunción, cuya pila bautismal fue robada a comienzos de diciembre de 2000. En Berlanga y en los museos catedralicios del Burgo de Osma se hallan las imágenes y retablos de la iglesia.
- Iglesia de Alconeza, en ruinas y de estilo románico.